# (114156) Eamonlittle
(114156) Eamonlittle est un astéroïde de la ceinture principale.

## Description
Situé dans la ceinture principale, (114156) Eamonlittle est découvert le 4 novembre 2002 à La Palma par Alan Fitzsimmons et Iwan Williams.
Il présente une orbite caractérisée par un demi-grand axe de 2,93 UA, une excentricité de 0,02 et une inclinaison de 2,7° par rapport à l'écliptique.

## Compléments